# Pulquèria
|  | No s'ha de confondre amb Pulquèria (filla de Teodosi I). |

Pulquèria, en llatí Pulcheria, en grec antic Πουλχερία, (399-453) fou emperadriu consort de l'Imperi Romà d'Orient del 414 al 453.
Era la filla gran de l'emperador Arcadi i d'Èlia Eudòxia. L'emperador va morir l'any 414 i el va succeir el seu fill Teodosi II que només tenia 14 anys. Pulquèria, encara molt jove, va assolir la regència en nom del seu germà. El 4 de juliol del 414 fou declarada augusta pel senat. Immediatament va agafar el vel junt amb les seves germanes Arcàdia i Marina, encara que Marina s'hi va resistir, però Pulquèria la va obligar per raons polítiques, per evitar que un hipotètic marit no volgués ocupar el tron.
El seu regnat fou pacífic i tot i que aparentment romania separada dels afers públics per la seva vida consagrada a la religió, imposava els seus punts de vista favorables a la pau i a la unitat de l'església. Parlava i escrivia llatí i grec amb la mateixa facilitat, i estava versada en literatura, arts i ciències; va fer grans donatius als pobres i als convents i esglésies. Va protegir el seu germà, al qual va casar amb la virtuosa Eudòxia.
Teodosi II va morir el 450 deixant només una filla, Eudòxia, casada amb Valentinià III emperador d'Occident. Pulquèria, veient que Valentinià no era gaire apte pel tron, com no ho havia estat tampoc Teodosi, va romandre al capdavant de l'imperi. Com que el patrici Aspar, d'ascendència bàrbara i magister militum, no podia aspirar a l'imperi, finalment va decidir casar-se i fou, naturalment, alliberada dels seus vots de castedat. Es va casar amb Marcià, sota el compromís de respectar la seva castedat, amb el que va regnar en comú fins que Pulquèria va morir el 18 de febrer del 453 als 54 anys. Just després de casar-se, va fer matar el perillós eunuc Crisafi, partidari de mantenir el tribut als huns, que Marcià va rebutjar.
Fou canonitzada i la seva festa commemorada a les esglésies romana i grega. Suides diu que va tenir un amant de nom Paulí i que també va tenir relacions incestuoses amb el seu germà Teodosi, però cap més autor en fa referència.